# 忠诚郡
忠诚郡，亦作中诚郡，中国南北朝时设置的郡。
西魏以华阳郡、金城郡合并为忠诚郡，金城郡治所在直城县（今陕西汉阴县西汉水北岸），忠诚郡下辖亭乡县、锡城县、金川县，属东梁州，后改名直州。北周治所在石泉县（今陕西石泉县）。下辖石泉县、魏昌县、忠诚县，辖境相当今陕西石泉县、西乡县等地。隋文帝开皇三年（583年）废忠诚郡，属县直属直州。